# Рейс 77 American Airlines 11 вересня 2001 року
Рейс 77 American Airlines 11 вересня 2001 року — пасажирський авіарейс, який був захоплений у процесі здійснення терактів 11 вересня 2001 року. Став третім літаком, задіяним у теракті. Авіалайнер Boeing 757-223 авіакомпанії «American Airlines» виконував щоденний внутрішній рейс AAL77 за маршрутом Вашингтон — Лос-Анджелес. Літак атакував військове відомство Пентагон під Вашингтоном. В результаті катастрофи загинули 64 людини в літаку і 125 на землі, ще 106 осіб на землі отримали поранення різного ступеня тяжкості.
Менш ніж за 35 хвилин після зльоту терористи вигнали обох пілотів з кабіни та змусили всіх пасажирів і членів екіпажу переміститися до хвостової частини літака. Хені Хенджор, член «Аль-Каїди», що пройшов підготовку пілотів, взяв управління «Боїнгом». Деякі пасажири змогли мобільними телефонами додзвонитися до рідних і повідомити про захоплення літака.
Лайнер врізався у західне крило Пентагону о 09:37 EST. Всі 64 особи на борту літака (включаючи 5 терористів) і 125 осіб в будівлі Пентагону загинули, ще 106 осіб в будівлі Пентагону отримали поранення. Десятки людей були свідками теракту, тому повідомлення про це стали надходити до служби 911 протягом декількох хвилин. Внаслідок вибуху розпочалася пожежа, частина пошкодженого фасаду західного крила звалилася. Відновлення Пентагону було завершено в 2002 році.
Пам'ять 184 жертв теракту була увічнена в меморіалі Пентагону, розташованого поруч з будівлею. На площі в 7800 м² облаштований парк, який містить 184 лавки з іменами загиблих. Лавки розташовані відповідно до року народження загиблого, починаючи з 1930-го (71 рік) і закінчуючи 1998-му (3 роки). Меморіал був відкритий 11 вересня 2008 року.

## Літак
Того дня рейс AAL77 здійснював Boeing 757-223 (реєстраційний номер N644AA, заводський 24602, серійний 365). Перший політ здійснив 25 квітня 1991 року, 8 травня того ж року був переданий авіакомпанії «American Airlines». Оснащений двома турбореактивними двигунами Rolls-Royce RB211-535E4B . На день катастрофи здійснив 11 789 циклів «зліт-посадка» і налітав 33 432 години.

## Екіпаж та пасажири
Літак вміщував 188 пасажирів, проте, того дня був заповнений лише на третину.
Склад екіпажу рейсу AAL77 був таким:
- Командир повітряного судна (КПС) — 51-річний Чарльз Ф. Берлінгейм III (англ. Charles F. Burlingame III). Випускник військово-морської академії США, в «American Airlines» пропрацював 22 роки (з 1979 року), до цього служив в авіації ВМС США, де пілотував винищувачі F-4 Phantom .
- Другий пілот — 39-річний Девід М. Шарлебуа (англ. David M. Charlebois).

У салоні літака працювали четверо бортпровідників:
- Мішель М. Хайденбергер (англ. Michele M. Heidenberger), 52 роки — старший бортпровідник.
- Дженніфер Льюїс (англ. Jennifer Lewis), 38 років.
- Кеннет Льюїс (англ. Kenneth Lewis), 49 років.
- Рене А. Мей (англ. Renee A. May), 39 років.

Бортпровідники Кеннет і Дженніфер Льюїс були подружньою парою.
| Громадянство    | Пасажири | Екіпаж | Всього |
| --------------- | -------- | ------ | ------ |
| США             | 47       | 6      | 53     |
| КНР             | 2        | 0      | 2      |
| Австралія       | 1        | 0      | 1      |
| Ефіопія         | 1        | 0      | 1      |
| Південна Корея  | 1        | 0      | 1      |
| Велика Британія | 1        | 0      | 1      |
| Всього          | 53       | 6      | 59     |

Серед пасажирів на борту літака перебувала відома телекоментаторка і письменниця Барбара Олсон.

## Терористи
На борту літака перебувало п'ять терористів:
- Гані Ганджур (англ. Hani Hanjour) (Саудівська Аравія) — лідер групи та пілот.
- Наваф Аль-Хазмі (англ. Nawaf Al-Hazmi) (Саудівська Аравія).
- Салем Аль-Хазмі (англ. Salem Al-Hazmi) (Саудівська Аравія).
- Халід Аль-Міхдар (англ. Khalid Al-Mihdhar) (Саудівська Аравія).
- Маджед Мок'єд (англ. Majed Moqed) (Саудівська Аравія).